# William Russ
William Russ (Portsmouth, 20 ottobre 1950) è un attore statunitense noto per l'interpretazione di Alan Matthews nella sitcom Crescere, che fatica!.

## Filmografia

### Cinema
- Cruising, regia di William Friedkin (1980)
- Frontiera (The Border), regia di Tony Richardson (1982)
- Uomini veri (The Right Stuff), regia di Philip Kaufman (1983)
- Omicidio allo specchio (Dead of Winter), regia di Arthur Penn (1987)
- Aspen - Sci estremo (Aspen Extreme), regia di Patrick Hasburgh (1993)
- American History X, regia di Tony Kaye (1998)
- L'ultimo sogno (Life as a House), regia di Irwin Winkler (2001)
- California Solo, regia di Marshall Lewy (2012)
- Drones, regia di Rick Rosenthal (2013)

### Televisione
- Destini (Another World) – soap opera (1978)
- Tre assi per un omicidio (Rehearsal for Murder), regia di David Greene – film TV (1982)
- Hazzard (The Dukes of Hazzard) – serie TV, un episodio (1982)
- Mai dire sì (Remington Steele) – serie TV, un episodio (1983)
- V - Visitors (V) – serie TV (1983)
- Riptide – serie TV, un episodio (1985)
- Miami Vice – serie TV, un episodio (1985)
- Hunter – serie TV, un episodio (1985)
- A cuore aperto (St. Elsewhere) – serie TV, 2 episodi (1986)
- Crime Story – serie TV, 2 episodi (1986)
- Vietnam addio (Tour of Duty) – serie TV, un episodio (1987)
- Oltre la legge - L'informatore (Wiseguy) – serie TV, 14 episodi (1988-1990)
- Capital News – serie TV, 13 episodi (1990)
- La legge di Bird (Gabriel's Fire) – serie TV, un episodio (1991)
- I ragazzi della prateria (The Young Riders) – serie TV, un episodio (1991)
- Le avventure di Brisco County Jr. (The Adventures of Brisco County, Jr.) – serie TV, un episodio (1993)
- CBS Schoolbreak Special – serie TV, un episodio (1993)
- SeaQuest - Odissea negli abissi (SeaQuest DSV) – serie TV, un episodio (1993)
- Crescere, che fatica! (Boy Meets World) – serie TV, 120 episodi (1993-2000)
- Stargate SG-1 – serie TV, un episodio (1997)
- Ally McBeal – serie TV, un episodio (2000)
- Crossing Jordan – serie TV, un episodio (2002)
- Robbery Homicide Division – serie TV, un episodio (2002)
- Deadwood – serie TV, un episodio (2004)
- JAG - Avvocati in divisa (JAG) – serie TV, un episodio (2004)
- NYPD - New York Police Department (NYPD Blue) – serie TV, un episodio (2004)
- West Wing - Tutti gli uomini del Presidente (The West Wing) – serie TV, un episodio (2005)
- Boston Legal – serie TV, 5 episodi (2005-2008)
- I Soprano (The Sopranos) – serie TV, un episodio (2006)
- Ghost Whisperer - Presenze (Ghost Whisperer) – serie TV, un episodio (2007)
- Numb3rs – serie TV, un episodio (2007)
- Wildfire – serie TV, 3 episodi (2008)
- The Ex List – serie TV, 9 episodi (2008)
- The Mentalist – serie TV, un episodio (2009)
- Cold Case - Delitti irrisolti (Cold Case) – serie TV, un episodio (2010)
- Criminal Minds – serie TV, un episodio (2012)
- Girl Meets World – serie TV, 2 episodi (2014-2017)
- Scandal – serie TV, un episodio (2015)
- Colony – serie TV, 3 episodi (2017)
- Bosch – serie TV, 3 episodi (2018)
- 9-1-1 - serie TV, 2 episodi (2019)
- Animal Kingdom - serie TV, 3 episodi (2022)

## Doppiatori italiani
Nelle versioni in italiano delle opere in cui ha recitato, William Russ è stato doppiato da:
- Saverio Indrio in Boston Legal, Wildfire, Leverage - Consulenze illegali
- Massimo Rossi in Crescere, che fatica! (st. 2-7), Girl Meets World
- Francesco Pannofino in Stargate SG-1, American History X
- Gianni Giuliano in Senza papà, NCIS - Unità anticrimine
- Sandro Iovino in CSI: NY, CSI - Scena del crimine
- Sergio Di Giulio in Ghost Whisperer - Presenze, Cold Case - Delitti irrisolti
- Michele Gammino in The Mentalist, Criminal Minds[1]
- Rodolfo Traversa in Cruising
- Mario Cordova in Miami Vice
- Emilio Cappuccio in Orchidee e sangue
- Oliviero Dinelli in Crescere, che fatica! (st. 1)
- Giorgio Lopez in Aspen - Sci estremo
- Guido Ruberto in Ally McBeal
- Mario Bombardieri in JAG - Avvocati in divisa
- Michele Kalamera in Numb3rs
- Sergio Di Stefano in The Ex List
- Antonio Palumbo in NCIS: Los Angeles
- Oliviero Corbetta in Scandal
- Ambrogio Colombo in Colony
- Mauro Bosco in Bosch
- Mauro Magliozzi in 9-1-1
- Luca Dal Fabbro in Animal Kingdom
- Stefano Onofri in Crime Story - Le strade della violenza (ridoppiaggio)